# Martin Biermann (Politiker)
Martin Biermann (* 8. März 1943 in Verden (Aller)) ist ein deutscher Kommunalpolitiker (CDU). Er war von 1990 bis 2008 Verwaltungschef der niedersächsischen Stadt Celle und von 1998 bis 2014 Landesschatzmeister der CDU Niedersachsen.

## Leben und Beruf
1946 zog Biermanns Familie mit ihm nach Celle. Dort wuchs er auf und machte am dortigen Gymnasium Ernestinum Celle sein Abitur. Anschließend studierte er Rechtswissenschaften in Hamburg. Als Referendar arbeitete er in den Oberlandesgerichtsbezirken Celle und Karlsruhe. 1972 wurde er Staatsanwalt in Celle.
1974 wurde Biermann Wissenschaftlicher Mitarbeiter der CDU-Landtagsfraktion. Nach dem Regierungswechsel im Jahr 1976 ging er mit Minister Wilfried Hasselmann ins Ministerium für Bundesangelegenheiten und wurde dort nach einem Jahr Ministerialrat. Ab 1978 koordinierte er für die Landesregierung die Bundesratstätigkeiten der niedersächsischen Ministerien und wurde 1982 Ministerialdirigent und Leiter der Niedersächsischen Landesvertretung in Bonn. Diese Position hatte er bis 1989 inne. Ab 1985 leitete er vorübergehend als Generalsekretär der niedersächsischen CDU den Wahlkampf für die Landtagswahlen 1986.

## Politische Karriere
Von 1973 bis 1983 war Biermann Ratsmitglied und ab 1977 CDU-Fraktionsvorsitzender in Celle.
Zum 1. Januar 1990 wurde er Oberstadtdirektor seiner Heimatstadt Celle. 2001 wurde er nach der Abschaffung des Postens des Oberstadtdirektors zum Oberbürgermeister der Stadt gewählt. Zum 31. Dezember 2008 gab Biermann drei Jahre vor seinem altersbedingten Ausscheiden seinen Rücktritt bekannt. Damit stand er insgesamt 19 Jahre lang an der Spitze der Verwaltung. Als Gründe für den Rücktritt gab er neben privaten Gründen auch den spürbaren fehlenden Rückhalt im Rat und der eigenen Fraktion an.
1992 wurde er in das Präsidium des Niedersächsischen Städtetages berufen und am 7. September 1994 erstmals zum Präsidenten gewählt. Er war von 1994 bis 1997, von 1999 bis 2002 und von 2004 bis zu seinem Rücktritt 2008 Präsident des Städtetages. In den Zwischenzeiten war er jeweils als Vizepräsident tätig. 2009 wurde er zum Ehrenmitglied des Städtetages ernannt. Seit 1994 gehört er auch dem Präsidium des Deutschen Städtetages an. In den letzten fünf Jahren seiner Oberbürgermeistertätigkeit war er stellvertretender Präsident des Deutschen Städtetages.
Biermann ist zudem seit 1998 Landesschatzmeister der CDU in Niedersachsen. Erstmals wurde er auf dem Landesparteitag in Wolfsburg am 26./27. Juni 1998 mit 94,9 % der Stimmen gewählt. Zuletzt im Amt bestätigt wurde er am 27. August 2010 mit 92,3 % auf dem Parteitag in Lingen.

## Privates / Auszeichnungen
Biermann war in jungen Jahren ein leidenschaftlicher Handballspieler. Mit seiner Schulmannschaft wurde er 1962 und 1963 Deutscher Meister. Auf Vereinsebene gewann er mehrere Landesmeistertitel. Martin Biermann ist mit der deutsch-polnischen Künstlerin Ewelina Biermann-Firek verheiratet und ist Vater von drei Kindern.
Er wurde in den letzten Jahren mit großen nationalen und internationalen Auszeichnungen geehrt. Im Jahre 2009 wurde er vom französischen Staatspräsidenten mit der höchsten Auszeichnung Frankreichs, dem Titel «Ritter der Ehrenlegion» ausgezeichnet. Biermann erhielt die hohe Ehrung für seinen Einsatz für die Städtepartnerschaft von Celle/Meudon. Im Dezember 2012 wurde Biermann zum „Ritter des Verdienstordens“ der Republik Polen ernannt.

## Auszeichnungen
- Träger des Verdienstordens des Landes Niedersachsen
- Ritter der Ehrenlegion der Republik France
- Ritter des Verdienstordens der Republik Polen
- Ehrenbürger der Stadt Tulsa, Oklahoma, USA
- Ehrenbürger der Stadt Kwidzyns, Polen
- Verleihung der Ehrendoktorwürde der Staatsuniversität Tjumen